# Alison Moyet
Alison Moyet (født Geneviève Alison Jane Moyet den 18. juni 1961), er en engelsk pop-sangerinde. Samtlige Alison Moyets 7 studiealbum og hendes 3 opsamlingsalbum har ligget på den britiske top-40 hitliste. Hun har opnået af have 9 singler på top 30 og fem af disse nåede top 10 på de britiske hitlister. Alison Moyet har solgt mere end 2,3 millioner album i Storbritannien.
Alison Moyet var med i en række mindre bands og pub-orkestre inden hun som sanger i 1982 kom med i Yazoo, hvor hun sammen med det tidligere Depeche Mode-medlem Vince Clarke udgjorde den ene halvdel af duoen. Yazoo opnåede en række hits i sin korte levetid, men blev opløst allerede i 1983.
Efter Yazoo har Alison Moyet udsendt en række solo-album.

## Diskografi
- Alf (1984)
- Raindancing (1987)
- Hoodoo (1991)
- Essex (1993)
- Hometime (2002)